# المساعدات الخارجية لبوليفيا
المساعدات الخارجية لبوليفيا في عام 1998 منح البنك الدولي وصندوق النقد الدولي لبوليفيا حزمة تخفيف ديون بقيمة 760 مليون دولار أمريكي. تلقت بوليفيا أيضًا إعانة بموجب برنامج البنك الدولي الخاص بالبلدان الفقيرة المثقلة بالديون، والذي إذا استوفت بوليفيا جميع نقاط التفتيش سيبلغ 1.2 مليار دولار أمريكي بحلول عام 2011. في عام 2004 خصصت الولايات المتحدة أكثر من 150 مليون دولار أمريكي لمساعدة بوليفيا.
في عهد الرئيس إيفو موراليس وافقت إسبانيا على إعفاء 120 مليون دولار (99 مليون يورو) من الديون البوليفية بشرط أن تذهب الأموال لتطوير برامج تعليمية.